# Casanova de Pujol
Casanova de Pujol és una masia al veïnat de les Cases de la Serra del municipi de Torrefeta i Florejacs, a la comarca catalana de la Segarra. És un monument protegit i inventariat dins el Patrimoni Arquitectònic Català

## Descripció
Edifici de quatre façanes i tres plantes. A la façana sud, a la planta baixa hi ha una entrada amb arc escarser. Té el contorn amb totxos. A cada costat de l'entrada hi ha una finestra. A la planta següent, al centre hi ha un balcó amb barana de ferro amb una finestra a cada costat i a la darrera planta hi ha tres finestres com les anteriors, les laterals més petites. Totes les obertures estan contornejades amb totxos i presenten un arc escarser amb un carreu ben treballat a cada cantonada i un altre, a tall de clau de l'arc. Estan situades a la façana de forma molt simètrica.

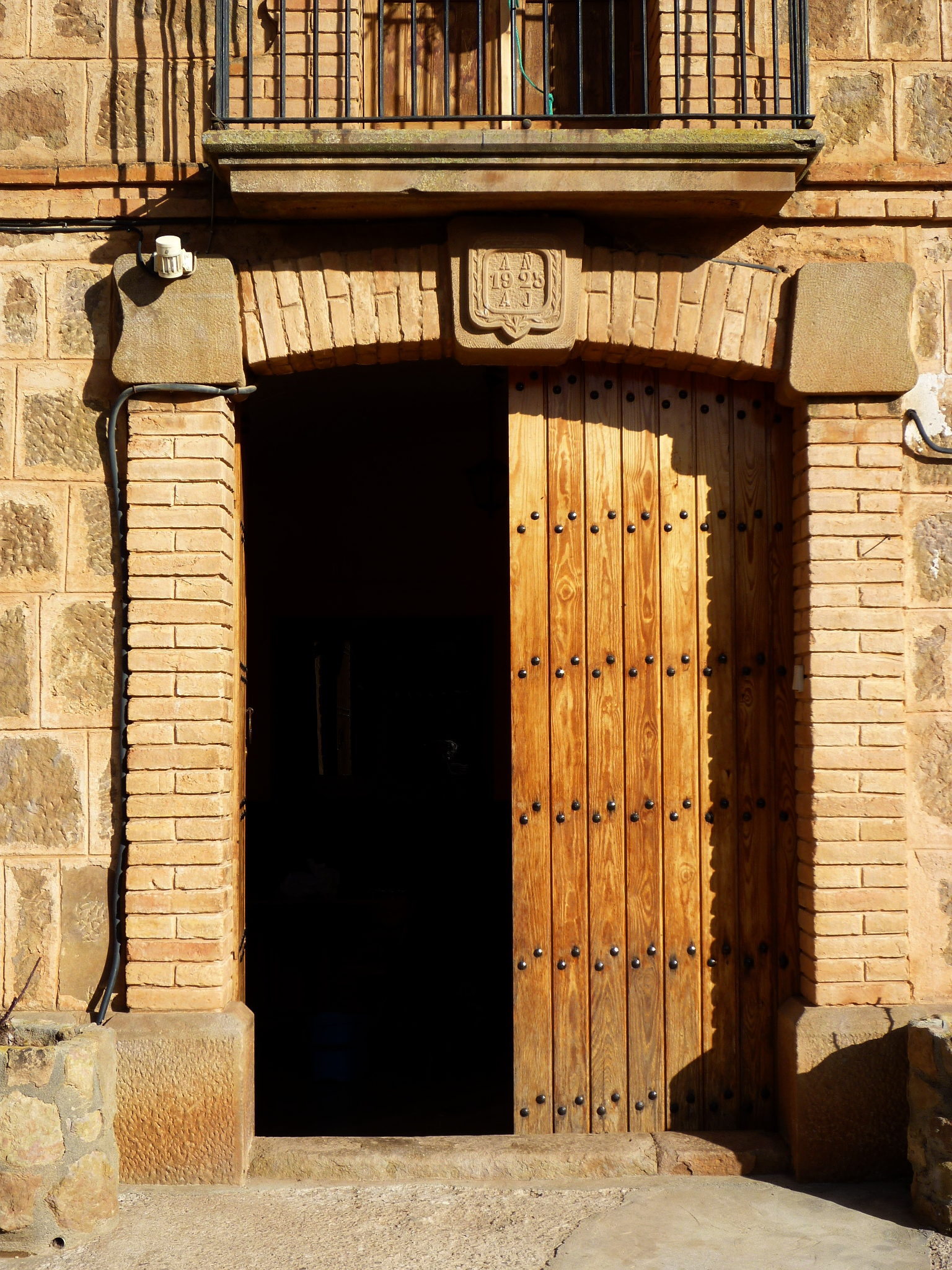
Portada

A la façana oest, a la planta baixa a l'esquerra hi ha una entrada. A la seva dreta hi ha una finestra. A la planta següent hi ha dues finestres, i una altra a l'esquerra de senzilla. A la façana nord, hi ha tres finestres a la planta baixa i una a les dues plantes següents. A la façana est, hi ha dues finestres com les anteriors a la segona planta.
La coberta és de dues vessants (est-oest), acabada amb teules.
Adjunt a la façana est, hi ha un edifici d'una sola planta. A la façana sud, a l'esquerra hi ha una entrada, a la seva dreta hi ha tres entrades més petites amb arc escarser i porta de fusta. A la façana est, hi ha una entrada amb llinda de formigó i porta metàl·lica. En aquesta façana hi ha adjunt un cup. A la façana nord, hi ha diverses petites obertures. La coberta és de dues vessants (nord-sud), acabada amb teules.
Davant de la façana principal hi ha un altre edifici que actualment té funció ramadera.